# Оборона Могильова
Оборона Могильова — бойові дії Червоної армії по захисту Могильова, що проводилися протягом 3-26 липня 1941 року.

## Передумови
Після зайняття Мінська та розгрому основних радянських сил Західного фронту у Білостоцькому та Мінському котлах німецькі моторизовані корпуси рухаються в напрямі річок Західна Двіна та Дніпра задля продовження з цих рубежів наступу на Москву. Подолавши оборону радянських 20-го механізованого та 4-го повітрянодесантного корпусів на річках Березина та Друть, 46-й моторизований корпус 2-ї танкової групи генерала Гудеріана виходить на підступи до Могильова; до Дніпра просунулися й інші моторизовані корпуси 2-ї танкової групи.
З 24 червня по 3 липня в Могильові знаходився штаб Західного фронту; протягом тижня навколо міста було зведено дві оборонні лінії.
25 червня відбулося перше бомбардування міста нацистською авіацією.
Протягом 26 червня — 10 липня на будівництві оборонних споруд навколо Могильова щодня працювало 30000 — 40000 цивільних громадян, було споруджено 25-кілометровий протитанковий рів, бліндажі, дзоти, ескарпи, траншеї, встановлені протипіхотні та протитанкові мінні поля, барикади в самому місті, вогневі кулеметні пункти в окремих міських будинках.
На західному березі Дніпра оборону зайняли, перекривши шосе Могильов — Бобруйськ та Могильов — Мінськ, 388-й стрілецький полк полковника С. Ф. Кутепова та 514-й підполковника Сергія Олександровича Бонича, на східному березі — 747-й підполковника А. В. Щеглова.
28 червня на аеродромі Луполово приземляється 313-й окремий розвідувально-бомбардувальний полк.
29 червня займає позиції під Могильовом на Мінському шосе 514-й стрілецький полк, того ж дня прибуває 747-й стрілецький полк.
30 червня німецькі танкові з'єднання підходять до Борисова.
Для пришвидшення створення оборони Могильова 1 липня прибувають від Ставки ВГК маршали Б. М. Шапошников та К. Є. Ворошилов.
Разом з народним ополченням чисельність захисників Могильовського оборонного району становила близько 55000 людей, з них в Могильові — 20000-25000. В обороні Могильова були задіяні також частини 24-ї, 50-ї, 100-ї, 161-ї стрілецьких дивізій.

## Наближення лінії фронту
2 липня нацистські сили проводять бойові дії з метою захоплення переправи через річку Друть на Бобруйському шосе, того ж дня німецькі війська займають Борисов.
3 липня розвідувальні загони 172-ї стрілецької дивізії вступають в бій у межиріччі Березини та Дніпра — за 35-50 кілометрів від Могильова — з передовими підрозділами 46-го німецького крпусу, в бою біля села Чечевичів та Бєлиничів знищено 14 німецьких танків та вбито до роти піхоти. Оборонні позиції на захід від Могильова займає 394-й полк 110-ї стрілецької дивізії; того ж дня почався набір в народне ополчення, в місті вводиться воєнний стан.
4 липня відбувся бій радянських військ з нацистськими на річці Лахва, того ж дня німецькі сили форсували Дніпро біля Рогачова.
5 липня штаб 61-го стрілецького корпусу під керівництвом генерал-майора Ф. О. Бакуніна, котрий прибув з-під Орші, приймає керівництво над трьома стрілецькими дивізіями, що діяли під Могильовом — 53-ю полковника І. Я. Бартенєва, 110-ю полковника В. А. Хлебцева та 172-ю генерал-майора М. Т. Романова. Того ж дня передові загони цих формувань почали оборонні бої на західних підступах до Могильова.
Командир артдивізіону капітан Хігрін Борис Львович під Бєлиничами заміняє пораненого навідника і в бою підбив 6 німецьких танків, на цьому напрямі німецький наступ був на добу зупинений. Того дня йшли бої під Сельцем і Білиничами, було знищено німецький десант під Новосілками.
6 липня радянський розвідувальний батальйон вів бої за села Селець і Салтановка; на Мінському шосе німецькі сили пробилися до села Сумароково.
7 липня 61-й корпус підпорядковується штабу 13-ї армії, котрий відступав від Молодечна. Того ж дня був важко поранений командуючий армією генерал-лейтенант П. М. Філатов (помер 14 липня в московському госпіталі), новим командуючим призначено Ф. М. Ремезова.
До складу 13-ї армії, що вела бої за Могильов, входили: 61-й стрілецький корпус генерал-майора Бакуніна, 20-й механізований корпус генерал-майора М. Д. Веденеєва — практично без матеріальної частини, та 4-й повітрянодесантний корпус генерал-майора О. С. Жадова.
У складі 61-го стрілецького корпусу були: 110-та стрілецька дивізія полковника В. А. Хлебцева — три стрілецькі полки, гаубичний артилерійський та легко-артилерійський полки, окремий винищувальний протитанковий та окремий зенітний артилерійські батальйони та розвідувальний батальйон; 172-га стрілецька дивізія генерал-майора М. Т. Романова — 3 стрілецькі полки, один стрілецький полк 148-ї стрілецької дивізії, гаубичний та легко-артилерійський полки, окремий зенітний та окремий винищувальний протитанковий артилерійські дивізіони, розвідувальний батальйон, 20-й механізований корпус генерала Веденеєва — 26-та танкова дивізія генерал-майора В. Т. Обухова, 38-ма танкова дивізія, та 210-та механізована дивізія генерал-майора Ф. А. Пархоменка, 4-й повітряно-десантний корпус — 7-ма повітряно-десантна бригада полковника М. Ф. Тихонова, та 8-ма повітряно-десантна бригада підполковника А. А. Онуфрієва.
Був сформований Могильовський полк народного ополчення під керівництвом Калугіна Н. І. — батальйони народного ополчення — фабрики штучного волокна, труболиварного заводу, підприємств та закладів Могильова, Могильовського залізничного вузла, цегельного заводу, загін студентів та викладачів Могильовського педагогічного інституту, винищувальний батальйон та батальйон міліції — 250 чоловік; загалом в загонах народного ополчення було до 12000 людей — 14 батальйонів.
Відступаючі залишки 7-ї повітряно-десантної бригади вели бої на рубежі Стара Водва — Річки — Княжиці, того ж дня почалися бої біля Поликовичів.
8 липня знекровлений боями на передовій 514-й стрілецький полк відводиться за Дніпро в район села Шапчиці, його місце зайняв зведений полк, сформований з відступаючих частин.
9 липня 7-ма бригада через значні втрати в особовому складі відводиться за Дніпро, її місце на передовій займає 394-й стрілецький полк. Того дня повністю припинився рух поїздів в Могильові.

## Оборонні бої (10-16 липня 1941)
10-11 липня три моторизовані корпуси 2-ї танкової групи Гудеріана починають форсування Дніпра. 24-й мотокорпус форсував Дніпро південніше Могильова та захопив плацдарм під Старим Биховом — біля села Борколабово, 46-й мотокорпус займає плацдарм побіля Шклова, 47-й мотокорпус захопив плацдарм біля Кописі південніше Орші, звідки починає наступ на Смоленськ.
11-го липня 24-й мотокорпус переймає контроль над шосе Могильов — Гомель, передові загони направляються до Пропойська та Могильова.
Радянські спроби контратак контратак та ліквідації німецьких плацдармів якихось визначних результатів не принесли. Після нетривалого бою нацистські війська займають Следюки і Сидоровичі. 20-й механізований корпус, що отримав наказ атакувати німецькі плацдарм біля Шклова, зумів зосередитися та почати контрнаступ аж 17 липня, коли нацистські сили тут вже були укріпленими.
12 липня німецький 46-й мотокорпус почав наступ з плацдарму в напрямі Горок. Радянська 53-тя стрілецька дивізія, котра опинилася на вістрі німецького удару, була розсічена та в боях розсіяна, зв'язок з командуванням перервався.
Дивізія «Гроссдойчланд» залишається для блокування Могильова з півночі та прикриття комунікацій 46-го мотокорпусу.
Того ж дня німецька 3-тя танкова дивізія генерала Вальтера Моделя намагається прорватися до Могильова з півдня вздовж Бобруйського шосе, проте після 14-годинного бою під Буйничами з 388-м стрілецьким полком 172-ї стрілецької дивізії полковника С. Ф. Кутепова, котрий мав артилерійську підтримку, була відкинута; нацистські сили полишили на полі бою до 40 танків та бронемашин, до 300 військових було вбито, радянським військам цей бій дався ціною значних втрат — майже повністю загинув 2-й батальйон разом з командиром та комісаром.
13 липня німецька 3-тя танкова дивізія поновлює наступ, в ході 10-годинного бою знову була зупинена. 4-та танкова дивізія 24-го мотокорпусу, відбивши всі радянські контратаки під Старим Биховом, прорвалася в напрямі Кричева; нацистські сили займають Вільчиці, Затишшя та Бистрик.
Того ж дня радянські сили починають контрнаступ на Бобруйськ, у вислідку якого було відтягнуто частину німецьких сил від Могильова, власне тому штурм міста почався лише після підходу основних піхотних сил групи армій «Центр», котрі змінили сили блокування.
14 липня передовий загін німецької 3-ї танкової дивізії обходить Кричев та без особливого спротиву зайняв Чауси; завершено оточення Могильова. Місто було блоковане силами «Великої Німеччини» та 3-ї танкової дивізії, радянська 13-та армія розсічена, командарм генерал-лейтенант Федір Ремезов важко поранений та евакуйований, керівництво силами порушене. Радянська 172-га дивізія втратила зв'язок із командуванням.
15 липня до командування 13-ю армією приступив генерал-лейтенант Герасименко Василь Пилипович. Після виведення в другий ешелон радянської 4-ї армії на рубіж річки Проня було проведене оперативне стримування наступу німецьких військ. Німецькі танки прориваються на залізничну станцію Чауси, де ще відбувалося розвантаження особового складу 110-ї та 172-ї стрілецьких дивізій, в зустрічному бою при виході з ешелонів загинуло багато радянських військових.
16 липня за 100 кілометрів на схід від Могильова німецькі танкові формування змикають кільце.

## Штурм Могильова (17-25 липня 1941)
Силами 7-го армійського корпусу генерала артилерії В. Фармбахера за підтримки 3-ї танкової дивізії 17 липня починається штурм Могильова. 7-ма піхотна дивізія атакувала радянські сили вздовж Мінського шосе, 23-тя піхотна дивізія наступала вздовж Бобруйського шосе, під Могильов перекидається з Франції 15-та піхотна дивізія, південніше міста підійшла 258-ма піхотна дивізія.
10-та танкова дивізія, що йшла в авангарді 46-го моторизованого корпусу, зайняла Починок та рушила на Єльню.
Під Могильовом опинилися повністю блокованими частини радянської 13-ї армії — 61-й стрілецький та 20-й механізований корпуси. Боєпостачання відбувалося повітряним шляхом за повного переважання люфтваффе.
18 липня німецькі частини проводять атаку на колгосп «Казимирівка», де займав оборону зведений полк; зведений батальйон міліції займає останню бойову позицію. На висотах під Пашковкою майже повністю в бою загинув батальйон міліції капітана К. Г. Владимирова.
19 липня зведений батальйон міліції тримав бій на лінії Казимирівка — Старе Пашково — Гаї — Поликовичі, з 250 бійців живими лишилося 19 — поранених та контужених; нацистські сили займають західніше Могильова села Гаї та Застєнки; того ж дня німецький десант висадився між селом Дари і станцією Луполово.
20 липня під Могильов підходить 78-ма піхотна дивізія, переправилася на східний берег Дніпра під Борколабовим та атакувала радянські частини вздовж Могильовського шосе, однак того дня була зупинена — але нацистські сили зайняли колгосп «Казимирівка» та село Ново-Пашково.
21 липня починається радянський наступ під Смоленськом. Під Могильовом в ході боїв того дня німецькі сили зайняли Буйничі, Тишовку та Бутримовку. 22 липня починає наступ на Бихов 21-ша армія генерал-полковника Ф. І. Кузнецова з метою злучитися з оточеними радянськими військами під Могильовом, проте ці зусилля були блоковані. Того ж дня радянські війська відходять з позицій під Буйничами.
23 липня почалися вуличні бої в Могильові, німецькі сили прорвалися до залізничного вокзалу та зайняли аеродром Луполово — використовувався для постачання блокованих радянських військ. Могильовський «котел» було розсічено, зв'язок штабу 61-го корпусу з 178-ю стрілецькою дивізією, котра оборонялася безпосередньо в місті, перервався. До цього дня в районі Прісно — Гаї — Пашково тривали бої батальйонів НКВС, народного ополчення та залишків радянських стрілецьких підрозділів — до вечора того дня в них нараховувалося тільки 1680 бійців.
24 липня нацистські війська прориваються на окраїни Могильова, починаються вуличні бої біля дніпровського мосту, залізничного мосту, станції Могильов-Товарний, фабрики штучного шовку. Згідно донесень до штабів, з обидвох сторін втрати у боях того дня сягали 40 %; німецькі підрозділи захопили могильовське передмістя Карабановка.
25 липня в Могильові продовжувалися вуличні бої — біля фабрики штучного волокна, біля вокзалу; Фармбахер пропонує радянським силам капітуляцію, ця пропозиція була відкинена. До вечора німецькі сили заблокували підступи до мосту через Дніпро. 514-й стрілецький полк виривається з оточення в районі Любуж — Шапчиці, але під селом Черневка знову оточений; не маючи набоїв, військові здаються.
В ніч з 25 на 26 липня радянські війська підірвали міст через Дніпро. На нараді в селі Сухарі командирів оточених з'єднань на північ від Могильова приймається рішення починати прорив цієї ночі трьом колонами.

## Відступ радянських військ
Вночі на 26 липня залишки 61-го радянського корпусу після несподіваної артилерійської підготовки трьома колонами йдуть на прорив кільця оборони у напрямку Чаусів; станом на той час в місті знаходилося понад 4000 поранених, набоїв та продовольства майже не було. Командир відрізаної від основних сил 172-ї стрілецької дивізії генерал-майор М. Т. Романов приймає рішення виходити самостійно з оточення в Могильові — на село Тишовка по Бобруйському шосе, близько півночі залишки дивізії йдуть на прорив. Зведений полк вів бої біля заводу «Відродження» та Будинку Рад, під вечір німецькі сили займають район побіля драматичного театру. Біля села Новосілки нацистські розвідники виявили залишки відступаючого 394-го стрілецького полку та, оточивши, знищують; в бою загинув командир — полковник Слепокуров Яків Степанович.
27 липня Ставка ВГК нервово реагує на намагання оточених радянських частин вирватися з «котла» та наказує «любою ціною» продовжувати стримувати німецький натиск, командира 61-го корпусу наказано віддати під суд, командуючий 13-ю армією генерал Герасименко замінений генерал-майором К. Д. Голубєвим.
27 липня залишки зведеного полку ще вели бій на станції Могильов-3, вночі прориваються в ліс на південь від Поликовичів.
Після двох днів невдалих спроб організованого відступу 61-го корпусу генерал Бакунін наказує пробиватися на схід дрібними групами, перед цим знищивши всю бойову техніку та розігнавши коней, сам Бакунін вийшов з оточення із групою в 140 бійців. В групі прикриття вів бої полк майора В. О. Катюшина, в ніч на 28 липня залишки полку — близько 300 бійців — форсували Дніпро північніше Могильова.
28 липня генерал Франц Гальдер у своєму нотатнику відмітив, що район Могильова повністю очищений від радянських сил.

## Втрати сторін
Тільки під Могильовом загинуло близько 15000 радянських військових. До 20 липня із складу 53-ї дивізії за Десною зібралося близько тисячі чоловік без важкого обладнання.
Потрапили до німецького полону начальник артилерії 61-го корпусу комбриг М. Г. Лазутін, командир 53-ї стрілецької дивізії полковник І. Я. Бартенєв. 110-та стрілецька дивізія була знищена практично повністю та розформована у вересні 1941, командир дивізії В. А. Хлебцев перейшов до партизанських дій, аж 16 грудня йому вдалося вивести через фронт групу в 160 людей. 172-га стрілецька дивізія була розбита повністю та в швидкому часі розформована, її командир М. Т. Романов при виході з оточення поранений та полонений, помер в концтаборі Хаммельбург. Командир 20-го механізованого корпусу Веденеєв вийшов з оточення.
Залишки 210-ї дивізії на початку серпня вивів з оточення комбриг Ф. А. Пархоменко, за це він отримав звання генерал-майора. Залишки 26-ї танкової дивізії вивів з оточення генерал-майор В. Т. Обухов, командир 38-ї танкової дивізії полковник С. І. Капустін був полонений під Рославлем 29 вересня; обидві дивізії у вересні 1941 року були розформовані.
По звітах командування 172-ї дивізії за 10 днів боїв було відбито 27 нацистських атак, підбито та спалено 179 танків та бронетранспортерів, 25 кулеметів, 12 мінометів, застрілено близько 4000 вояків противника, полонено 600 осіб, захоплено 2 танки. В ході боїв з 20 по 26 липня по даних німецьких штабів під Могильовом було полонено понад 35000 радянських військових — такі дані наводить могильовський дослідник Никола С. Борисенко.
Німецькі сили в боях за Могильов втратили близько 500 автомобілів, 400 мотоциклів, до 200 танків, 24 літаки; вбитими 15000 та полоненими близько 2000.